# Hetényi Rezső
Hetényi Rezső, korábban Hesz (Érsekvadkert, 1899. február 11. – Budapest, 1970. november 8.) politikus, Bars és Hont k.e.e. vármegye alispánja, kultúraszervező.

## Élete
Érsekvadkerten született Hetényi (Hesz) Vilmos városi aljegyző és Márton Mária gyermekeként. Balassagyarmaton végezte az egyetemet, ahol 1922-ben avatták doktorrá. Mint közigazgatási gyakornok, Rétságon kezdte pályafutását. 1921-től szolgabíró, 1924-től tiszteletbeli főszolgabíró lett. 1933-ban a vármegye közgyűlése egyhangúlag megválasztotta a nógrádi járás főszolgabírájává.
Diósjenőn megszervezte Magyarország első falunapját. Ennek elsődleges célja a helyi viselet megőrzése és az eltűnő hagyományok felelevenítése volt, de a rendezvény a falu igazi ünnepe lett. Néprajzi kiállítást, kézműves bemutatót, könyvárusítást és gyermekversenyeket szerveztek. 1933-tól évente rendeztek hasonlót a járás minden községében. 
Az első bécsi döntés után Bars és Hont k.e.e. vármegyék alispánja lett és ott is jó eredményeket ért el.
Munkája elismeréseként a Népművelők Tudományos Társasága országos szervezetének tagjává választották. Ott indítványozta 1946 áprilisában, hogy a falunapok szervezését országos méretű mozgalommá fejlesszék. A javaslatot egyhangúlag elfogadták és a vallás- és közoktatásügyi miniszter szinte azonnal elrendelte az évenként tartandó falunapok rendezését. Ezeket azonban hosszú ideig elmosta az ideológiai fordulat. 

## Művei
- 1943 Bars és Hont k.e.e. vármegyék évkönyve.
- 1943 Közigazgatás és népművelés. Magyar Lélek V/7.
- 1943 Lesz-e húszmillió magyar? (társszerző)